# مرة (قرية)
مرّه هي قرية تقع شمال مركز أبو راكة منطقة مكة المكرمة في المملكة العربية السعودية، سميت بهذا الاسم نسبة إلى بئر مرّه، يطل عليها جبلين من جهة الغرب وهما جبل الأمر وأبو درعة ، يقطنها ذوي حطاب من الشلاوى .[بحاجة لمصدر]

## في الشعر
قال الشاعر مصلح بن عياد من ضمن قصائده هذا البيت:

## وصلات ذات علاقة
- أبو راكة
- قرية الخيالة
- وادي بوا
- وادي ضراء
- وادي عمق
- سد وادي تربة